# هوش مصنوعی
هوش مصنوعی (به انگلیسی: Artificial intelligence) (مخفف انگلیسی: AI) هوشی است که توسط ماشین‌ها ظهور پیدا می‌کند، در مقابل هوش طبیعی که توسط جانوران شامل انسان‌ها نمایش می‌یابد. اما پیش از هرچیز باید این موضوع را دانست که کلمه هوش، نشان دهنده امکان استدلال است و اینکه آیا هوش مصنوعی می‌تواند به توانایی استدلال دست یابد یا خیر، خود موضوع اختلاف محققان است.
کتاب‌های AI پیشرو، این شاخه را به عنوان شاخه مطالعه بر روی «عوامل هوشمند» تعریف می‌کنند: هر سامانه‌ای که محیط خود را درک کرده و کنش‌هایی را انجام می‌دهد که شانسش را در دستیابی به اهدافش بیشینه می‌سازد. برخی از منابع شناخته شده از اصطلاح «هوش مصنوعی» جهت توصیف ماشینی استفاده می‌کنند که عملکردهای «شناختی» را از روی ذهن انسان‌ها تقلید می‌کنند، همچون «یادگیری» و «حل مسئله»، با این حال این تعریف توسط محققان اصلی در زمینه AI رد شده است.
کاربردهای هوش مصنوعی شامل موتورهای جستجو پیشرفتهٔ وب (مثل گوگل و بینگ)، سامانه توصیه‌گر (که توسط یوتیوب، آمازون و نتفلیکس استفاده می‌شوند)، فهم زبان انسان‌ها (همچون چت‌جی‌پی‌تی, جیمنای و گراک)، خودروهای خودران (مثل تسلا)، هوش مصنوعی مولد یا خلاقیت محاسباتی (مثل چت‌جی‌پی‌تی یا تولید اثر هنری مانند دال-ئی و میدجرنی) تصمیم‌گیری خودکار و رقابت در بالاترین سطوح سامانه‌های بازی استراتژیک (همچون شطرنج و گو). با بیشتر شدن توانایی ماشین‌ها، وظایفی که نیازمند «هوشمندی» هستند اغلب از تعریف AI برداشته می‌شود، پدیده‌ای که به آن اثر هوش مصنوعی گفته می‌شود. به عنوان مثال، فهم نوری کاراکتر را اغلب از چیزهایی که AI در نظر گرفته می‌شوند مستثنی می‌کنند، چرا که این فناوری تبدیل به فناوری عادی و روزمره‌ای شده است. (استفاده از هوش مصنوعی در زمینه‌هایی مانند پزشکی و آموزش رو به افزایش است).
هوش مصنوعی در سال ۱۹۵۶ میلادی تبدیل به شاخه‌ای آکادمیک شد و در سال‌های پس از آن چندین موج خوش‌بینی را تجربه کرده و مجدد دچار امواج ناامیدی و کمبود بودجه شده (که به آن «زمستان AI» می‌گویند)، سپس فناوری‌های جدیدی در پی آن آمده و موفقیت و بودجه‌های تحقیقاتی این حوزه مجدداً احیا گشته‌اند. تحقیقات AI رهیافت‌های متفاوتی را از زمان تأسیسش امتحان کرده و آن‌ها را کنار گذاشته است، رهیافت‌هایی چون: شبیه‌سازی مغز، مدل‌سازی حل مسئله توسط مغز انسان، منطق صوری، بانک‌های اطلاعاتی بزرگ دانش و تقلید رفتار جانوران. در اولین دهه‌های قرن ۲۱ میلادی، یادگیری ماشینی که شدیداً از آمار ریاضیاتی بهره می‌برد در این حوزه غلبه داشت و این فناوری اثبات کرد که به شدت موفق است و به حل چندین مسئله چالش‌برانگیز در صنعت و فضای آکادمیک کمک نمود.
شاخه‌های مختلف تحقیقات هوش مصنوعی حول اهداف به‌خصوصی متمرکز بوده و از ابزارآلات خاصی استفاده می‌کنند. اهداف سنتی تحقیقات AI شامل این موارد اند: استدلال، نمایش دانش، برنامه‌ریزی، یادگیری، پردازش زبان طبیعی، ادراک و توانایی در جابجایی و دستکاری اشیاء. هوش جامع (توانایی حل مسائل دلخواه) در میان اهداف بلند مدت این حوزه است. جهت حل چنین مسائلی، محققان AI فنون حل مسئله وسیع و یکپارچه‌ای را شامل این موارد به کار بسته‌اند: جست‌وجو و بهینه‌سازی ریاضیاتی، منطق صوری، شبکه‌های عصبی مصنوعی و روش‌های مبنی بر آمار، احتمالات و اقتصاد. AI همچنین با حوزه‌هایی چون علوم کامپیوتر، روان‌شناسی، زبان‌شناسی، فلسفه و بسیاری از حوزه‌های دیگر مرتبط است.
این شاخه بر این فرض بنا شده است که هوش انسانی «را می‌توان به دقت توصیف نمود، به طوری که می‌توان آن را توسط یک ماشین شبیه‌سازی نمود». این فرض بحث‌های فلسفی را پیرامون ذهن و اخلاقیات خلق موجودات هوشمند برانگیخته است، موجوداتی که دارای هوش شبیه-انسان اند. این مسائل توسط افسانه‌ها، داستان‌های تخیلی و فلسفه از زمان‌های باستان مورد کاوش واقع شده‌اند. ادبیات علمی-تخیلی و آینده‌پژوهی نیز پیشنهاد می‌دهند که AI با پتانسیل و قدرت عظیمی که دارد، ممکن است منجر به ایجاد ریسک وجودی برای بشریت گردد.

## تاریخچه
هوش مصنوعی توسط فلاسفه و ریاضی‌دانانی نظیر جرج بول که اقدام به ارائهٔ قوانین و نظریه‌هایی در مورد منطق نمودند، مطرح شده بود. با اختراع رایانه‌های الکترونیکی در سال ۱۹۴۳، هوش مصنوعی، دانشمندان آن زمان را به چالشی بزرگ فراخواند. در این شرایط، چنین به‌نظر می‌رسید که این فناوری قادر به شبیه‌سازی رفتارهای هوشمندانه خواهد بود.
با وجود مخالفت گروهی از متفکران با هوش مصنوعی که با تردید به کارآمدی آن می‌نگریستند تنها پس از چهار دهه، شاهد تولد ماشین‌های شطرنج باز و دیگر سامانه‌های هوشمند در صنایع گوناگون شدیم.
حوزه پژوهش در زمینه هوش مصنوعی در یک کارگاه آموزشی در کالج دارتموث در سال ۱۹۵۶ متولد شد. شرکت‌کنندگان آلن نیول (دانشگاه کارنگی ملون)، هربرت سیمون (دانشگاه کارنگی ملون)، جان مک‌کارتی (مؤسسه فناوری ماساچوست)، ماروین منسکی (مؤسسه فناوری ماساچوست) و آرتور ساموئل (آی‌بی‌ام) از بنیان‌گذاران و رهبران پژوهش در زمینه هوش مصنوعی شدند. آن‌ها به همراه دانشجویانشان برنامه‌هایی نوشتند که مطبوعات آن را «شگفت‌آور» توصیف می‌کردند، رایانه‌ها استراتژی‌های بردِ بازی چکرز را فرا می‌گرفتند، سوالاتی در جبر حل می‌کردند، قضیه‌های منطقی اثبات می‌کردند و انگلیسی صحبت می‌کردند. در اواسط دهه ۱۹۶۰ میلادی وزارت دفاع آمریکا سرمایه‌گذاری‌های سنگینی در حوزه پژوهش در زمینه هوش مصنوعی انجام می‌داد، در آن دهه آزمایشگاه‌های فراوانی در سراسر جهان تأسیس شد. بنیانگذاران هوش مصنوعی در مورد آینده خوشبین بودند: هربرت سیمون پیش‌بینی کرد «ماشین‌ها ظرف بیست سال قادر به انجام هر کاری هستند که یک انسان می‌تواند انجام دهد». ماروین مینسکی، نوشت: «در طی یک نسل … مسئله هوش مصنوعی اساساً حل خواهد شد».
نام هوش مصنوعی در سال ۱۹۶۵ میلادی به عنوان یک دانش جدید ابداع گردید. البته فعالیت در این زمینه از سال ۱۹۶۰ میلادی شروع شد. (مرجع۱)
بیشتر کارهای پژوهشی اولیه در هوش مصنوعی بر روی انجام ماشینی بازی‌ها و نیز اثبات قضیه‌های ریاضی با کمک رایانه‌ها بود. در آغاز چنین به نظر می‌آمد که رایانه‌ها قادر خواهند بود چنین فعالیت‌هایی را تنها با بهره گرفتن از تعداد بسیار زیادی کشف و جستجو برای مسیرهای حل مسئله و سپس انتخاب بهترین روش برای حل آن‌ها به انجام رسانند.
اصطلاح هوش مصنوعی برای اولین بار توسط جان مک‌کارتی (که از آن به‌عنوان پدر علم و دانش تولید ماشین‌های هوشمند یاد می‌شود) استفاده شد. وی مخترع یکی از زبان‌های برنامه‌نویسی هوش مصنوعی به نام لیسپ (به انگلیسی: lisp) است.
در سال 1956 در کنفرانس دارتموث آقای جان مک‌کارتی و همکارانشان برای اولین بار از اصطلاح هوش مصنوعی استفاده کردند. این کنفرانس با هدف بررسی امکان ساخت ماشین‌های هوشمندی که بتوانند مانند انسان فکر کنند، برگزار شده بود. این موضوع برای جندین دهه به دستمایه‌ای برای ساخت فیلم‌های علمی تخیلی تبدیل شده بود. فیلم‌هایی مانند The Matrix که جهان ما را به صورت یک شبیه‌سازی به تصویر می‌کشد که ماشین‌ها بر آن حکومت می‌کنند یا فیلم Transcendence که در آن یک دانشمندِ در حال مرگ، ذهنش را به یک کامپیوتر منتقل می‌کند.
با این عنوان می‌توان به هویت رفتارهای هوشمندانه یک ابزار مصنوعی پی برد. (ساختهٔ دست بشر، غیرطبیعی، مصنوعی) حال آنکه هوش مصنوعی به عنوان یک اصطلاح عمومی پذیرفته شده که شامل محاسبات هوشمندانه و ترکیبی (مرکب از مواد مصنوعی) است.
از اصطلاح "Strong and Weak AI" می‌توان تا حدودی برای معرفی رده‌بندی سامانه‌ها استفاده کرد.

## آزمون تورینگ

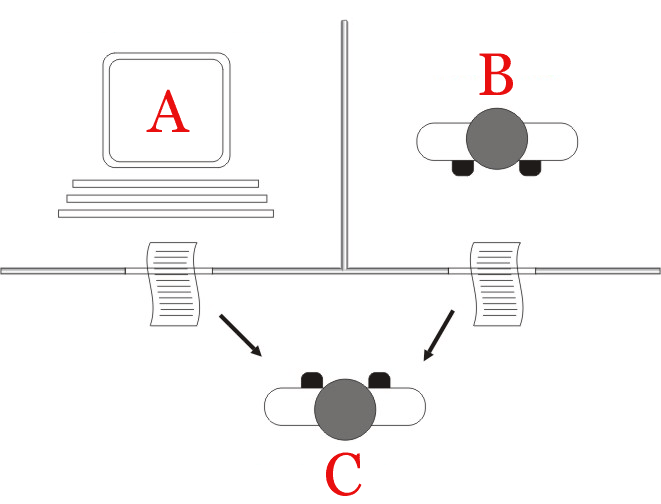
آزمون تورینگ

آزمون تورینگ آزمونی است که توسط آلن تورینگ در سال ۱۹۵۰ در نوشته‌ای به نام «محاسبات و هوشمندی» مطرح شد. در این آزمون شرایطی فراهم می‌شود که شخصی با ماشینی تعامل برقرار کند و پرسش‌های کافی برای بررسی اقدامات هوشمندانهٔ ماشین، از آن بپرسد. چنانچه در پایان آزمایش نتواند تشخیص دهد که با انسان یا با ماشین در تعامل بوده است، آزمون با موفقیت انجام شده است. تاکنون هیچ ماشینی از این آزمون با موفقیت بیرون نیامده است. کوشش این آزمون برای تشخیص درستی هوشمندی یک سامانه است که سعی در شبیه‌سازی انسان دارد.

## تعریف و طبیعت هوش مصنوعی

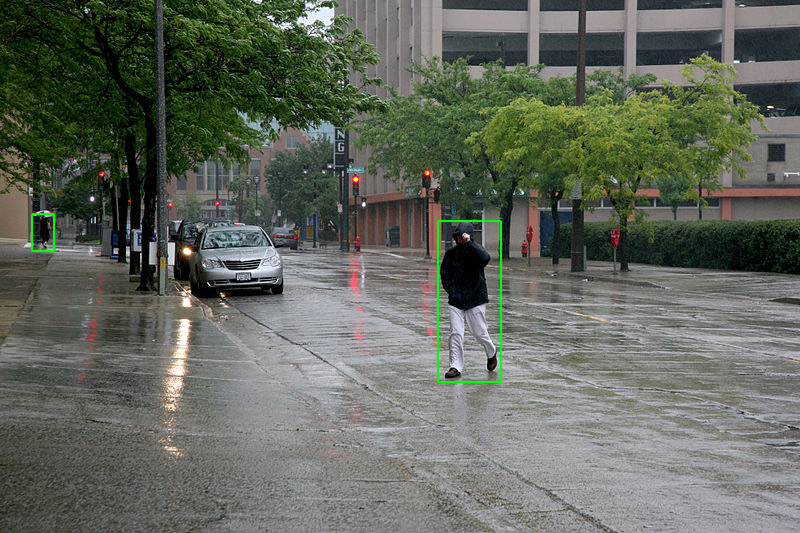
سامانه یک خودروی بدون راننده می‌تواند از یک شبکه عصبی استفاده کند تا بتواند تشخیص دهد که کدام قسمت از تصاویر می‌تواند با تصویر یک انسان تطابق داده شود، و سپس آن قسمت را به شکل یک مستطیل با حرکت آهسته شبیه‌سازی کند که باید از برخورد با آن خودداری شود.

هنوز تعریف دقیقی برای هوش مصنوعی که مورد توافق دانشمندان این علم باشد ارائه نشده است و این به هیچ وجه مایهٔ تعجب نیست. چرا که مقولهٔ مادر و اساسی‌تر از آن، یعنی خود هوش هم هنوز به‌طور همه‌جانبه و فراگیر تن به تعریف نداده است. در واقع می‌توان نسل‌هایی از دانشمندان را سراغ گرفت که تمام دوران زندگی خود را صرف مطالعه و تلاش در راه یافتن جوابی به این سؤال عمده نموده‌اند که: هوش چیست؟
اما اکثر تعریف‌هایی که در این زمینه ارائه شده‌اند بر پایه یکی از ۴ باور زیر قرار می‌گیرند:
1. سامانه‌هایی که به‌طور منطقی فکر می‌کنند
2. سامانه‌هایی که به‌طور منطقی عمل می‌کنند
3. سامانه‌هایی که مانند انسان فکر می‌کنند
4. سامانه‌هایی که مانند انسان عمل می‌کنند (مرجع۱)

شاید بتوان هوش مصنوعی را این‌گونه توصیف کرد: «هوش مصنوعی عبارت است از مطالعه این که چگونه رایانه‌ها را می‌توان وادار به کارهایی کرد که در حال حاضر انسان‌ها آن‌ها را صحیح یا بهتر انجام می‌دهند» (مرجع۲). هوش مصنوعی به هوشی که یک ماشین از خود نشان می‌دهد یا به دانشی در کامپیوتر که سعی در ایجاد آن دارد گفته می‌شود. بیشتر نوشته‌ها و مقاله‌های مربوط به هوش مصنوعی آن را «دانش شناخت و طراحی عامل‌های هوشمند» تعریف کرده‌اند. یک عامل هوشمند، ساماندهی است که با شناخت محیط اطراف خود، شانس موفقیت خود را بالا می‌برد.
اینکه هوش مصنوعی چیست و چه تعریفی می‌توان از آن بیان نمود؟ مبحثی است که تاکنون دانشمندان به یک تعریف جامع در آن نرسیده‌اند و هریک تعریفی را ارائه نموده‌اند که در زیر نمونه‌ای از این تعاریف آمده است.
- هنر ایجاد ماشین‌هایی که وظایفی را انجام می‌دهند که انجام آن‌ها توسط انسان‌ها نیاز به هوش دارد (کورزویل - ۱۹۹۰)
- مطالعهٔ استعدادهای ذهنی از طریق مدل‌های محاسباتی (کارنیاک و مک درموت - ۱۹۸۵)
- مطالعهٔ اینکه چگونه رایانه‌ها را قادر به انجام اعمالی کنیم که در حال حاضر، انسان آن اعمال را بهتر انجام می‌دهد. (ریچ و نایت - ۱۹۹۱)
- خودکارسازی فعالیت‌هایی که ما آن‌ها را به تفکر انسانی نسبت می‌دهیم. فعالیت‌هایی مثل تصمیم‌گیری، حل مسئله، یادگیری و … (بلمن - ۱۹۷۸)
- تلاشی نو و مهیج برای اینکه رایانه‌ها را قادر به فکر کردن کنیم. ماشین‌هایی با فکر و حس تشخیص واقعی (هاگلند - ۱۹۸۵)
- یک زمینهٔ تخصصی که به دنبال توضیح و شبیه‌سازی رفتار هوشمندانه به وسیلهٔ فرایندهای رایانه‌ای است. (شالکوف - ۱۹۹۰)
- مطالعه محاسباتی که درک، استدلال و عمل کردن را توسط ماشین‌ها را ممکن می‌سازد. (وینستون - ۱۹۹۲)
- توانایی دست یافتن به کارایی در حد انسان در همهٔ امور شناختی توسط رایانه (آلن تورینگ - ۱۹۵۰)
- هوش مصنوعی دانش و مهندسی ساخت ماشین‌های هوشمند و به خصوص برنامه‌های رایانه‌ای هوشمند است. هوش مصنوعی با وظیفه مشابه استفاده از رایانه‌ها برای فهم چگونگی هوش انسان مرتبط است، اما مجبور نیست خودش را به روش‌هایی محدود کند که بیولوژیکی باشند. (جان مک‌کارتی - ۱۹۸۰)

هوشمندی مفهومی نسبی دارد و نمی‌توان محدوده صحیحی را برای ارائه تعریف از آن مشخص نمود. رفتاری که از نظر یک فرد هوشمند به نظر می‌رسد؛ ممکن است برای یک فرد دیگر این‌گونه به نظر نرسد. اما در مجموع خصوصیات زیر قابلیت‌های ضروری برای هوشمندی است:
- پاسخ به موقعیت‌های از قبل تعریف نشده با انعطاف بسیار بالا و بر اساس بانک دانش
- معنا دادن به پیام‌های نادرست یا مبهم
- درک تمایزها و شباهت‌ها
- تجزیه و تحلیل اطلاعات و نتیجه‌گیری
- توانمندی آموختن و یادگرفتن
- برقراری ارتباط دوطرفه

به فرض اینکه تعاریف بالا را از هوشمندی بپذیریم، موارد زیر فهرستی است از وظایفی که از یک سامانه هوشمند انتظار می‌رود و تقریباً اکثر دانشمندان هوش مصنوعی بر آن توافق نظر دارند به شرح زیر است:
- تولید گفتار
- تشخیص و درک گفتار (پردازش زبان طبیعی انسان)
- دستورپذیری و قابلیت انجام اعمال فیزیکی در محیط طبیعی و مجازی
- استنتاج و استدلال
- تشخیص الگو و بازشناسی الگو برای پاسخ گویی به مسائل بر اساس دانش قبلی
- شمایلی گرافیکی یا فیزیکی جهت ابراز احساسات و عکس‌العمل‌های ظریف
- سرعت عکس‌العمل بالا

## رویکردهای اصلی به هوش مصنوعی
رویکردهای شاخص به هوش مصنوعی (به ترتیب روند زمانی که مطرح شدند و البته همگی سپس به بقا در حیطه خودشان ادامه دادند):
1- مبتنی بر منطق و Rule
2- مبتنی بر تشخیص الگو / روش‌های احتمالاتی / روش‌های آماری
3- مبتنی بر الگوریتمهای مکاشفه ای (Heuristics)
4- مبتنی بر گراف‌های دانش و هستان‌شناسی‌ها
5- مبتنی بر هوش مصنوعی عامل گرا   و عامل های دیجیتالی
6- مبتنی بر شبیه سازی رخدادها / مولدهای رخداد
7- مبتنی بر یادگیری ماشین
8- مبتنی بر شبکه‌های عصبی عمیق
9- مبتنی بر GAN و Transformers و Encoders و Decoders و هوش مصنوعی مولد (Generative AI)
10- مبتنی بر مدل‌های بزرگ آموزش داده شده
11- مبتنی بر مدل‌های بزرگ زبانی LLM
12- مبتنی بر دستوردهی به LLMها (یعنی Prompt Engineering)
13- هوش مصنوعی توضیح پذیر (XAI) / اعتماد پذیر / مسئول / جویا (RAG)
14- هوش مصنوعی ارزان و بهره‏ ور (مانند کاهش مصرف انرژی در مدارهای هوش مصنوعی با استفاده از سخت افزارهای فوتونیکی)
15- هوش مصنوعی انسان وار (Human Like) و معماری شناختی
16- هوش مصنوعی عمومی (AGI)
17- ابرهوش مصنوعی (ASI)
18- هوش مصنوعی مستقل / خودمختار / عامل های خودتجربه گر 
19- مدل های جهان (World Models) / شبیه سازیِ هوش مصنوعی
20- پارادایم های نامتعارف و نوظهور هوش مصنوعی (مانند شبکه های عصبی کوانتومی، دیگر شیوه های ترکیبی هوش و کوانتوم)
21- خِرَد ترکیبی (Hybrid Wisdom)

## کاربردهای هوش مصنوعی
هوش مصنوعی کاربردهای متنوعی دارد. تعدادی از مهم‌ترین کاربردهای هوش مصنوعی شامل استفاده در وسایل نقلیه خودگردان (مثل پهپادها و اتومبیل‌های خودران)، تشخیص‌های پزشکی، خلق آثار هنری، اثبات قضیه‌های ریاضی، انجام بازی‌های فکری، تعیین هویت تصاویر (تشخیص چهره) و صداها، ذخیره انرژی، جستجوگرهای اینترنتی، تهیه قراردادها و پیش‌بینی آرای قضایی می‌شوند.

### هوش مصنوعی در اقتصاد
یکی از مهم‌ترین کاربردهای هوش مصنوعی در زمینهٔ تجارت، اقتصاد و کلان داده است. برای مثال، با استفاده از هوش مصنوعی می‌توان با ضریب خطای پایینی، تغییرات فصلی و بلندمدت در عرضه یا تقاضای محصولات مختلف را پیش‌بینی کرد. این موضوع می‌تواند به شدت در سیاست، اقتصاد کلان و کنترل عرضه و تقاضا مفید واقع شود. همچنین، شرکت‌هایی مانند گوگل خدماتی در زمینهٔ هوش مصنوعی به شرکت‌های بزرگ ارائه می‌دهند که می‌تواند به برنامه‌ریزی، انبارگردانی، پیش‌بینی سیر صعودی یا نزولی فروش در محصولات به خصوص و نیز برندسازی آن‌ها کمک کند.
پیش‌بینی قیمت در بازارها (مانند پیش‌بینی قیمت نفت با هوش مصنوعی) یکی از کاربردهای هوش مصنوعی در اقتصاد است.

### هوش مصنوعی در ورزش
به‌طور تاریخی، پیش‌بینی فوتبال به انسان‌های ماهری وابسته بود که می‌توانستند سوابق و وضعیت دو تیم و بازیکنان را تحلیل کنند. با انقلاب دیجیتال، سایت‌های شرط‌بندی کار را برای پیش‌بینی آسان و آسان‌تر کردند. اما حتی ظهور سایت‌ها و شرط‌بندی آنلاین هم تأثیری در نحوه شرط‌بندی ایجاد نکرد. همچنان علاقه‌مندان تلاش می‌کنند تا وضعیت طرفین و بازیکنان را بررسی کنند. هوش مصنوعی این را تغییر می‌دهد. اینترنت باعث ظهور سایت‌ها و فروم‌هایی شد که تیپسترهای شرط‌بندی فرم معرفی می‌کنند. با ظهور هوش مصنوعی، فرم شرط‌بندی می‌تواند چیزی فراتر از یک محاسبه انسانی باشد و الگوریتم‌های یادگیری ماشین، بازی را عوض می‌کنند.

### شبکه‌های اجتماعی
در شبکه‌های اجتماعی مطرح مانند توئیتر یا اینستاگرام، برای تشخیص الگوهای رفتاری انسانی، جلوگیری از هرزنامه و انتشار محتوای مجرمانه و نیز شناسایی مخاطبان هدف برای تبلیغات، از هوش مصنوعی استفاده می‌شود. همچنین، برخی از ربات‌های شبکهُ اجتماعی بر پایهٔ هوش مصنوعی فعالیت می‌کنند تا در بالاترین سطوح رفتارهای انسانی را شبیه‌سازی نمایند.

### هوش مصنوعی در خدمات حقوقی
کاربرد هوش مصنوعی در خدمات حقوقی به سرعت در حال افزایش است و سیستم‌های نوین مبتنی بر پردازش زبان طبیعی به تدریج در حال به عهده گرفتن بخشی از وظایف حقوق‌دانان هستند. نرم‌افزارهای مبتنی بر تکنولوژی هوش مصنوعی در حال حاضر امکان تهیه قراردادهای دقیق، تحلیل قراردادها و اسناد حقوقی موجود و پیش‌بینی آرای دادگاه‌ها را فراهم کرده‌اند.

### هوش مصنوعی در فرهنگ، میراث فرهنگی و میراث مکتوب
هوش مصنوعی از طریق فناوری‌ها و کاربردهای خود می‌تواند به توسعه فرهنگ، کاربردها و ابزارهای فرهنگی، حفاظت از میراث فرهنگی و میراث مکتوب یاری برساند. مواردی مانند پردازش زبان طبیعی، جست و جوی معنایی، خوانش رایانشی کتابها، متن کاوی، ایده کاوی، روانکاوی رایانشی، قرآن کاوی رایانشی، مدلهای زبانی بزرگ، نویسه خوانی نوری OCR (برای کتب خطی و قدیمی یا چاپی و جدید)، اکتشافات زبانشناسی، اکتشافات فرهنگی، پایگاه‌های داده و دادگان مرجع زبانی و فرهنگی و میراثی، دوقلوی دیجیتال برای میراث فرهنگی، دوقلوی دیجیتال برای میراث مکتوب، واقعیت مجازی هوشمند و واقعیت افزوده هوشمند برای میراث فرهنگی و دیگر موارد.

### هوش مصنوعی در هنر
هوش مصنوعی در هنر، فصل تازه‌ای از خلاقیت را رقم زده است. امروزه الگوریتم‌ها می‌توانند نقاشی بکشند، موسیقی بسازند، شعر بسرایند و حتی در طراحی لباس یا فیلم‌نامه‌نویسی مشارکت کنند. این فناوری نه‌تنها ابزار جدیدی برای هنرمندان به شمار می‌آید، بلکه مرزهای سنتی بین انسان و ماشین را نیز به چالش می‌کشد. البته همچنان بحث‌هایی درباره اصالت، حق مؤلف و نقش احساسات انسانی در هنر مطرح است. با این حال، هوش مصنوعی حالا دیگر نه فقط یک ابزار، بلکه نوعی «همکار خلاق» برای هنرمندان معاصر شده است.

### هوش مصنوعی در تبلیغات
هوش مصنوعی در تبلیغات ، انقلابی در نحوه‌ی ارتباط برندها با مخاطبان ایجاد کرده است. از تحلیل داده‌های رفتاری کاربران گرفته تا تولید خودکار محتوای متنی، تصویری و ویدیویی، این فناوری به برندها کمک می‌کند پیام‌هایی دقیق، شخصی‌سازی‌شده و مؤثرتر ارائه دهند.
یکی از پدیده‌های نوظهور در این حوزه، استفاده از شخصیت‌ها یا اینفلوئنسرهای مجازی ساخته‌شده با هوش مصنوعی است. این چهره‌های دیجیتال، که به اونها اینفلوئنسر هوش مصنوعی هم گفته می شه بدون محدودیت‌های انسانی، می‌توانند در هر زمان و مکان برای برندها محتوا تولید کنند، به زبان‌های مختلف صحبت کنند و تصویر برند را مطابق با نیاز بازار هدف شکل دهند. این شخصیت‌ها به‌ویژه در شبکه‌های اجتماعی محبوب شده‌اند و توانسته‌اند میلیون‌ها دنبال‌کننده جذب کنند.

## نیروی انسانی و تخصص
توسعهٔ هوش مصنوعی نیازمند حضور متخصصان در زمینه‌های مختلف از جمله علوم رایانه، یادگیری ماشین، علوم داده و اخلاق فناوری است.  

## فلسفه هوش مصنوعی
به‌طور کلی ماهیت وجودی هوش به مفهوم جمع‌آوری اطلاعات، استقراء و تحلیل تجربیات به منظور رسیدن به دانش یا ارائه تصمیم است. در واقع هوش به مفهوم به‌کارگیری تجربه به منظور حل مسائل دریافت شده تلقی می‌شود. هوش مصنوعی علم و مهندسی ایجاد ماشین‌هایی هوشمند با به‌کارگیری از کامپیوتر و الگوگیری از درک هوش انسانی یا حیوانی و نهایتاً دستیابی به مکانیزم هوش مصنوعی در سطح هوش انسانی است.
در مقایسهٔ هوش مصنوعی با هوش انسانی می‌توان گفت که انسان قادر به مشاهده و تجزیه و تحلیل مسائل در جهت قضاوت و اخذ تصمیم است در حالی که هوش مصنوعی مبتنی بر قوانین و رویه‌هایی از قبل تعبیه شده بر روی کامپیوتر است. در نتیجه علی‌رغم وجود رایانه‌های بسیار کارا و قوی در عصر حاضر ما هنوز قادر به پیاده کردن هوشی نزدیک به هوش انسان در ایجاد هوش‌های مصنوعی نبوده‌ایم.
به‌طور کلّی، هوش مصنوعی را می‌توان از زوایای متفاوتی مورد بررسی و مطالعه قرار داد. مابین هوش مصنوعی به عنوان یک هدف، هوش مصنوعی به عنوان یک رشتهٔ تحصیلی دانشگاهی یا هوش مصنوعی به عنوان مجموعهٔ فنون و راهکارهایی که توسط مراکز علمی مختلف و صنایع گوناگون تنظیم و توسعه یافته است، باید تفاوت قائل بود.

## اتاق چینی
اتاق چینی یک آزمایش ذهنی است که اولین بار توسط مقاله جان سرل به‌نام «ذهن‌ها، مغزها، و برنامه‌ها» (به انگلیسی: Minds, Brains, and Programs) در مجله «علوم رفتاری و ذهنی» (به انگلیسی: Behavioral and Brain Sciences) در سال ۱۹۸۰ منتشر شد. وی با این سؤال که آیا یک برنامه هوشمند مترجم که توانایی ترجمه از زبان چینی به زبان انگلیسی را دارد، ضرورتی برای فهم موضوع مورد ترجمه دارد یا خیر و با تشبیه ذهن به یک برنامهٔ هوشمند رایانه‌ای این استدلال را در برابر مواضع فلسفی کارکردگرایی و نظریه محاسباتی ذهن که در آن‌ها، ذهن به عنوان یک محاسبه‌گر یا دستکاری کنندهٔ نماد عمل می‌کند، قرار داد. در واقع نتایج حاصل از آزمایش اتاق چینی حکایت از این دارد که هیچ برنامه‌ای نمی‌تواند به کامپیوتر ذهن، فهم یا آگاهی بدهد. حال آن برنامه هر آنچه می‌خواهد هوشمند باشد و باعث شود کامپیوتر همچون انسان رفتار کند. اگر چه این آزمایش در اصل جوابی برای اظهارات محققان هوش مصنوعی بود، اما این ادعا در برابر اهداف تحقیقات هوش مصنوعی قرار نمی‌گیرد چرا که این موضوع حدی برای هوشمندی کامپیوتر قائل نیست. همچنین این آزمایش مختص رایانه‌های دیجیتال است و دامنه آن همه ماشین‌ها نیستند.

## چگونگی استفاده هوش مصنوعی

### هوش مصنوعی چگونه استفاده می‌شود؟
به‌طور کلی هوش مصنوعی به دو دسته زیر تفکیک می‌شود:
Narrow AI یا هوش مصنوعی ضعیف: این نوع هوش مصنوعی در یک زمینه محدود عمل می‌کند و شبیه‌سازی هوش انسانی است. هوش مصنوعی ضعیف اغلب بر روی یک کار مشخص تعریف می‌شود و در محدوده تعریفش بسیار عالی عمل می‌کند. شاید این ماشین‌ها بسیار هوشمند به نظر برسند اما حقیقت این است که حتی از ابتدائی‌ترین سطوح هوش انسانی هم ساده‌تر عمل می‌کنند.
Artificial General Intelligence یا هوش مصنوعی عمومی: که با عنوان هوش مصنوعی قوی هم شناخته می‌شود، نوعی از هوش مصنوعی است که بیشتر در فیلم‌ها دیده‌ایم، مانند ربات‌های فیلم Westworld. هوش مصنوعی قوی بسیار شبیه به انسان عمل می‌کند چنان‌که می‌تواند توانایی‌های خود را بر حل مسائلی در حوزه‌های مختلف به کار بگیرد.

## مدیریت پیچیدگی
ایجاد و ابداع فنون و تکنیک‌های لازم برای مدیریت پیچیدگی را باید به عنوان هستهٔ بنیادین تلاش‌های علمی و پژوهشی گذشته، حال و آینده در تمامی زمینه‌های علوم رایانه و به ویژه در هوش مصنوعی معرفی کرد. شیوه‌ها و تکنیک‌های هوش مصنوعی در واقع، برای حل آن دسته از مسائل به وجود آمده است که به‌طور سهل و آسان توسط برنامه‌نویسی تابعی یا شیوه‌های ریاضی قابل حلّ نبوده‌اند.
در بسیاری از موارد، با پوشانیدن و پنهان ساختن جزئیّات فاقد اهمیت است که بر پیچیدگی فائق می‌آییم و می‌توانیم بر روی بخش‌هایی از مسئله متمرکز شویم که مهم‌تر است. تلاش اصلی در واقع، ایجاد و دستیابی به لایه‌ها و ترازهای بالاتر از هوشمندی انتزاع را نشانه می‌رود تا آنجا که سرانجام، برنامه‌های رایانه‌ای درست در همان سطحی کار خواهند کرد که خود انسان‌ها رسیده‌اند.
به یاری پژوهش‌های گستردهٔ دانشمندان علوم مرتبط، هوش مصنوعی تاکنون راه بسیاری پیموده است. در این راستا، تحقیقاتی که بر روی توانایی آموختن زبان‌ها انجام گرفت و همچنین درک عمیق از احساسات، دانشمندان را در پیشبرد این دانش کمک زیادی کرده است. یکی از اهداف متخصصین، تولید ماشین‌هایی است که دارای احساسات بوده و دست کم نسبت به وجود خود و احساسات خود آگاه باشند. این ماشین باید توانایی تعمیم تجربیات قدیمی خود در شرایط مشابه جدید را داشته و به این ترتیب اقدام به گسترش دامنه دانش و تجربیاتش کند.
برای نمونه ربات هوشمندی که بتواند اعضای بدن خود را به حرکت درآورد، نسبت به این حرکت خودآگاه بوده و با آزمون و خطا، دامنه حرکت خود را گسترش می‌دهد و با هر حرکت موفقیت‌آمیز یا اشتباه، دامنه تجربیات خود را وسعت بخشیده و سرانجام راه رفته یا حتی می‌دود یا به روشی برای جابجا شدن دست می‌یابد که سازندگانش برای او متصور نبوده‌اند.
هر چند نمونه بالا ممکن است کمی آرمانی به نظر برسد، ولی به هیچ عنوان دور از دسترس نیست. دانشمندان عموماً برای تولید چنین ماشین‌هایی از وجود مدل‌های زنده‌ای که در طبیعت وجود دارند، به ویژه آدمی نیز سود برده‌اند.
هوش مصنوعی اکنون در خدمت توسعه علوم رایانه نیز هست. زبان‌های برنامه‌نویسی پیشرفته، که توسعه ابزارهای هوشمند را ممکن ساخته‌اند، پایگاه‌های داده‌ای پیشرفته، موتورهای جستجو، و بسیاری نرم‌افزارها و ماشین‌ها از نتایج پژوهش‌هایی در راستای هوش مصنوعی بوده‌اند.
از زبان‌های برنامه‌نویسی هوش مصنوعی می‌توان به لیسپ، پرولوگ، کلیپس و ویپی اکسپرت اشاره کرد.

## شاخه‌های هوش مصنوعی در دانش رایانه
شاخه‌های گوناگونی از هوش مصنوعی در دانش‌های رایانه‌ای مورد استفاده قرار می‌گیرند، برخی این شاخه‌ها عبارتند از:
- یادگیری ماشین (به انگلیسی: Machine Learning)
- شبکهٔ عصبی مصنوعی (به انگلیسی: Neural Networks)
- بینایی ماشین (به انگلیسی: Machine Vision)
- سامانه‌های خبره (به انگلیسی: Expert System)
- پردازش زبان طبیعی (به انگلیسی: NLP)
- الگوریتم ژنتیک (به انگلیسی: Genetic Algorithm)
- مفاهیم مرتبط با روباتیک (به انگلیسی: Robotic)

## تکنیک‌ها و زبان‌های برنامه‌نویسی هوش مصنوعی
عملکرد اولیهٔ برنامه‌نویسی هوش مصنوعی ایجاد ساختار کنترلی مورد لزوم برای محاسبهٔ سمبولیک است. از مهم‌ترین و پرکاربردترین زبان برای هوش مصنوعی می‌توان از پایتون نام برد و در کنار آن زبان‌های برنامه‌نویسی لیسپ و پرولوگ علاوه بر اینکه از مهم‌ترین زبان‌های مورد استفاده در هوش مصنوعی هستند خصوصیات نحوی و معنایی آن‌ها باعث شده که آن‌ها شیوه‌ها و راه حل‌های قوی برای حل مسئله ارائه کنند.
تأثیر قابل توجه این زبان‌ها بر روی توسعه هوش مصنوعی از جمله توانایی‌های آن‌ها به عنوان ابزارهای فکر کردن است. در حقیقت همان‌طور که هوش مصنوعی مراحل رشد خود را طی می‌کند، زبان‌های لیسپ و پرولوگ بیشتر مطرح می‌شوند که این زبان‌ها کار خود را در محدودهٔ توسعه سامانه‌های هوش مصنوعی در صنعت و دانشگاه‌ها دنبال می‌کنند و طبیعتاً اطلاعات در مورد این زبان‌ها به عنوان بخشی از مهارت هر برنامه‌نویس هوش مصنوعی است.
- پرولوگ: یک زبان برنامه‌نویسی منطقی است. یک برنامهٔ منطقی دارای یک سری ویژگی‌های قانون و منطق است. در حقیقت خود این نام از برنامه‌نویسی PRO در LOGIC می‌آید. در این زبان یک مفسر برنامه را بر اساس یک منطق می‌نویسد. ایدهٔ استفادهٔ توصیفی محاسبهٔ اولیه برای بیان خصوصیات حل مسئله یکی از محوریت‌های پرولوگ است که برای علم کامپیوتر به‌طور کلی و به‌طور جزئی برای زبان برنامه‌نویسی هوشمند مورد استفاده قرار می‌گیرند.[۵۱]
- لیسپ: اصولاً یک زبان کامل است که دارای عملکردها و لیست‌های لازمه برای توصیف عملکردهای جدید، تشخیص تناسب و ارزیابی معانی است. لیسپ به برنامه‌نویس قدرت کامل برای اتصال به ساختارهای اطلاعاتی را می‌دهد.[۵۲] گرچه لیسپ یکی از قدیمی‌ترین زبان‌های محاسباتی است که هنوز فعال است ولی دقت کافی در برنامه‌نویسی و طراحی توسعه باعث شده است که این یک زبان برنامه‌نویسی فعال باقی بماند. در حقیقت این مدل برنامه‌نویسی طوری مؤثر بوده است که تعدادی از دیگر زبان‌ها مانند اف پی، ام‌ال و اسکیم براساس عملکرد برنامه‌نویسی آن بنا شده‌اند. یکی از مهم‌ترین برنامه‌های مرتبط با لیسپ برنامهٔ اسکیم است که یک تفکر دوباره دربارهٔ زبان در آن وجود دارد که به وسیلهٔ توسعه هوش مصنوعی و برای آموزش و اصول علم کامپیوتر مورد استفاده قرار می‌گیرد.

استفاده از رابط‌های برنامه‌نویسی یا همان API می‌تواند استفاده از هوش مصنوعی در پروژه‌های برنامه‌نویسی را بسیار ساده‌تر سازد. APIهای هوش مصنوعی، رابط‌های RESTful هستند که به برنامه‌نویس اجازه می‌دهند به کمک مدل‌های از پیش تمرین داده شده شرکت‌های مختلف استفاده کنند و قابلیت‌های مرتبط با هوش مصنوعی نرم‌افزار خود را گسترش دهند در واقع در API برنامه‌ها از قابلیت‌های کاربردی یکدیگر استفاده می‌نمایند تا توانایی خود را افزایش دهند به‌طور مثال برنامه‌های مسیریابی از API نقشه گوگل و مسیریابی ترافیک ماهواره ای گوگل بهره می‌برند و توانایی خود را بسیار بهبود می‌بخشند. برای معرفی برخی از این APIهای هوش مصنوعی می‌توان از Wit.ai, Api.ai و ملیسا نام برد.

## عامل‌های هوشمند
عامل‌ها (به انگلیسی: Agents) قادر به شناسایی الگوها و تصمیم‌گیری بر اساس قوانین فکر کردن خود هستند. قوانین و چگونگی فکر کردن هر عامل در راستای دستیابی به هدفش، تعریف می‌شود. این سامانه‌ها بر اساس قوانین خاص خود فکر کرده و کار خود را به درستی انجام می‌دهند. پس عاقلانه رفتار می‌کنند، هر چند الزاماً مانند انسان فکر نمی‌کنند.
در بحث هوشمندی اصطلاح پیس (به انگلیسی: PEAS) سرنام واژه‌های "کارایی (به انگلیسی: Performance)"، "محیط (به انگلیسی: Environment)"، "اقدام گر (به انگلیسی: Agent)" و "حسگر (به انگلیسی: Sensor)" است.

## سامانه‌های خبره
سامانه‌های خبره زمینه‌ای پرکاربرد در هوش مصنوعی و مهندسی دانش است که با توجه به نیاز روزافزون جوامع بر اتخاذ راه حل‌ها و تصمیمات سریع در مواردی که دانش‌های پیچیده و چندگانهٔ انسانی مورد نیاز است و بر اهمیت نقش آن‌ها نیز افزوده می‌شود. سامانه‌های خبره به حل مسائلی می‌پردازند که به‌طور معمول نیازمند تخصص‌های کاردانان و متخصّصان انسانی است. به‌منظور توانایی بر حل مسائل در چنین سطحی (ترازی)، دسترسی هرچه بیشتر این‌گونه سامانه‌ها به دانش موجود در آن زمینه خاص ضروری می‌گردد.

## اخبار جعلی، دیپ فیک و امنیت سیاسی
مفهومی به نام دیپ‌فیک (به انگلیسی: Deepfakes) به هوش‌های مصنوعی اطلاق می‌شود که قادر هستند چهره و صدای افراد را بازسازی و شبیه‌سازی نمایند. امروزه تشخیص نسخه‌های فیک و تقلبی از نسخه‌های اصلی کار بسیار مشکلی است.
این موضوع می‌تواند تهدیدی برای افراد مشهور اعم از هنرمندان، ورزشکاران و سیاست‌مداران باشد و زندگی حرفه‌ای آن‌ها را دچار خدشه و چالش نماید. بازسازی سخنرانی یک رئیس‌جمهور و درج موارد ناخواسته در میان آن یا بازسازی تصاویر سیاست‌مداران در یک فضای خاص می‌تواند نمونه‌ای از این موارد باشد.
به‌طورکلی هوش مصنوعی دیپ‌فیک، یک فناوری تغییر دهنده محتوا محسوب می‌شود. طبق گزارش ZDNet دیپ فیک «چیزی را ارائه می‌دهد که در واقع رخ نداده است». طبق این گزارش ۸۸٪ آمریکایی‌ها معتقدند دیپ فیک بیشتر از فایده باعث آسیب می‌شود اما تنها ۴۷٪ آنها معتقدند که ممکن است مورد هدف قرار گیرند. با اوج‌گیری رقابت‌های انتخاباتی شکل‌گیری فیلم‌های تبلیغاتی جعلی می‌تواند تهدیدی برای سیاست‌مداران محسوب شود.
هوش مصنوعی مولد
هوش مصنوعی مولد (Generative AI) شاخه‌ای از هوش مصنوعی است که تمرکز آن بر تولید محتوای جدید است؛ مانند متن، تصویر، ویدئو، موسیقی و حتی کد برنامه‌نویسی. مدل‌های مولدی مانند GPT, DALL·E و Stable Diffusion از جمله شناخته‌شده‌ترین نمونه‌ها در این حوزه هستند. این مدل‌ها با آموزش بر حجم عظیمی از داده‌ها، قادرند محتوایی شبیه به انسان تولید کنند.
یکی از کاربردهای اصلی این مدل‌ها، تولید خودکار مقاله، طراحی گرافیکی، پاسخ‌دهی به سؤالات، و ایجاد شخصیت‌های مجازی است. با پیشرفت این فناوری، مباحثی چون تولید اخبار جعلی، حقوق مالکیت معنوی، و اخلاق در هوش مصنوعی به موضوعات داغ تبدیل شده‌اند. 
Nature. (2023). What is generative AI? Retrieved from

## ارجاعات
1. ↑  Russell & Norvig (2009), p. 2.
2. ↑  «CNN.com - AI set to exceed human brain power - Jul 25, 2006». www.cnn.com. دریافت‌شده در ۲۰۲۴-۰۴-۲۶.
3. ↑  Kaplan, Andreas; Haenlein, Michael (2019). "Siri, Siri, in my hand: Who's the fairest in the land? On the interpretations, illustrations, and implications of artificial intelligence". Business Horizons. 62: 15–25. doi:10.1016/j.bushor.2018.08.004. S2CID 158433736.
4. ↑  Copeland, J., ed. (2004). The Essential Turing: the ideas that gave birth to the computer age (به انگلیسی). Oxford, England: Clarendon Press. ISBN 0-19-825079-7.
5. ↑  First AI Winter, Lighthill report, Mansfield Amendment
  - (Crevier 1993، صص. 115–117)
  - (Russell و Norvig 2021، صص. 21–22)
  - (NRC 1999، صص. 212–213)
  - (Howe 1994)
  - (Newquist 1994، صص. 189–201)
6. ↑  Second AI Winter:

  - (Russell و Norvig 2021، ص. 24)
  - (McCorduck 2004، صص. 430–435)
  - (Crevier 1993، صص. 209–210)
  - (NRC 1999، صص. 214–216)
  - (Newquist 1994، صص. 301–318)
7. ↑  Successful programs the 1960s:
  - (McCorduck 2004، صص. 243–252)
  - (Crevier 1993، صص. 52–107)
  - (Moravec 1988، ص. 9)
  - (Russell و Norvig 2021، صص. 19–21)
8. ↑  Funding initiatives in the early 1980s: Fifth Generation Project (Japan), Alvey (UK), Microelectronics and Computer Technology Corporation (US), Strategic Computing Initiative (US):

  - (McCorduck 2004، صص. 426–441)
  - (Crevier 1993، صص. 161–162, 197–203, 211, 240)
  - (Russell و Norvig 2021، ص. 23)
  - (NRC 1999، صص. 210–211)
  - (Newquist 1994، صص. 235–248)
9. ↑  Artificial general intelligence:

  - (Russell و Norvig 2021، صص. 32–33, 1020–1021)Proposal for the modern version:
  - (Pennachin و Goertzel 2007)Warnings of overspecialization in AI from leading researchers:
  - (Nilsson 1995)
  - (McCarthy 2007)
  - (Beal و Winston 2009)
10. ↑  McCarthy et al. (1955).
11. ↑  (Russell و Norvig 2021، §1.2).
12. 1 2 3  Stuart Russell, Peter Norvig (2003). Artificial intelligence: a modern approach (به انگلیسی) (Second edition ed.). Upper Saddle River, N.J. p. 17. OCLC 51325314. {{cite book}}: |edition= has extra text (help)
13. 1 2 3  Crevier, Daniel (1993). AI: The Tumultuous History of the Search for Artificial Intelligence (به انگلیسی). New York, NY, USA: Basic Books, Inc. pp. 47–49.{{cite book}}:  نگهداری یادکرد:تاریخ و سال (link)
14. ↑  P., Moravec, Hans (2010). Mind children: the future of robot and human intelligence (به انگلیسی). Harvard Univ. Pr. OCLC 917750079.
15. ↑  Schaeffer J. (2009) Didn't Samuel Solve That Game?. In: One Jump Ahead. Springer, Boston, MA
16. ↑  Samuel, A. L. (July 1959). "Some Studies in Machine Learning Using the Game of Checkers". IBM Journal of Research and Development. ۳ (۳): ۲۱۰–۲۲۹. doi:10.1147/rd.33.0210.
17. ↑  Moravec, Hans (1988). Mind Children: The Future of Robot and Human Intelligence (به انگلیسی). Cambridge, MA, USA: Harvard University Press.{{cite book}}:  نگهداری یادکرد:تاریخ و سال (link)
18. ↑  Sisu، Diana. «School of Informatics: History of Artificial Intelligence at Edinburgh». www.inf.ed.ac.uk. دریافت‌شده در ۲۰۱۹-۰۱-۲۸.
19. ↑  «آشنایی با فناوری هوش مصنوعی». learnclasico.com. دریافت‌شده در ۲۰۲۵-۰۸-۰۹.
20. ↑  Turing test
21. ↑  Matti, D.; Ekenel, H. K.; Thiran, J. P. (2017). Combining LiDAR space clustering and convolutional neural networks for pedestrian detection. 2017 14th IEEE International Conference on Advanced Video and Signal Based Surveillance (AVSS). pp. 1–6. arXiv:1710.06160. doi:10.1109/AVSS.2017.8078512. ISBN 978-1-5386-2939-0.
22. ↑  Ferguson, Sarah; Luders, Brandon; Grande, Robert C.; How, Jonathan P. (2015). Real-Time Predictive Modeling and Robust Avoidance of Pedestrians with Uncertain, Changing Intentions. Algorithmic Foundations of Robotics XI. Springer Tracts in Advanced Robotics (به انگلیسی). Vol. 107. Springer, Cham. pp. 161–177. arXiv:1405.5581. doi:10.1007/978-3-319-16595-0_10. ISBN 978-3-319-16594-3.
23. ↑  de la Fuente Ruiz, Alfonso, and Galia Novakova Nedeltcheva. "Comprehensive Review of Trustworthiness in Multimodal Language Models."
24. ↑  Newell, A.; Simon, H. (1956-09). "The logic theory machine--A complex information processing system". IEEE Transactions on Information Theory. 2 (3): 61–79. doi:10.1109/tit.1956.1056797. ISSN 0018-9448. {{cite journal}}: Check date values in: |date= (help)
25. ↑  Lafont, Y. (1988-07). "The linear abstract machine". Theoretical Computer Science. 59 (1–2): 157–180. doi:10.1016/0304-3975(88)90100-4. ISSN 0304-3975. {{cite journal}}: Check date values in: |date= (help)
26. ↑  Romanycia, Marc HJ, and Francis Jeffry Pelletier. "What is a heuristic?." Computational intelligence 1, no. 1 (1985): 47-58.
27. ↑  Russell, Stuart J., and Peter Norvig. Artificial intelligence: a modern approach. pearson, 2016.
28. ↑  Sritriratanarak, Warisa; Garcia, Paulo (2025-02-25). "Cyber Physical Games: Rational Multi-Agent Decision-Making in Temporally Non-Deterministic Environments". ACM Transactions on Cyber-Physical Systems. doi:10.1145/3719659. ISSN 2378-962X.
29. ↑  Rzevski, George. The Future is Digital. 2023. Springer.
30. ↑  Joudaki, Amir. "On a Mathematical Understanding of Deep Neural Networks." PhD diss., ETH Zurich, 2024.
31. ↑  www.isna.ir https://www.isna.ir/news/1404042112799/. دریافت‌شده در ۲۰۲۵-۰۷-۱۳. پارامتر |عنوان= یا |title= ناموجود یا خالی (کمک)
32. ↑  David Silver, Richard S. Sutton, Welcome to the Era of Experience, DeepMind, Google, 2025.
33. ↑  https://storage.googleapis.com/deepmind-media/Era-of-Experience%20/The%20Era%20of%20Experience%20Paper.pdf
34. ↑  «New 2025 Gartner® Hype Cycle for AI research has been published». Pasqal (به انگلیسی). ۲۰۲۴-۱۰-۰۸. دریافت‌شده در ۲۰۲۵-۰۷-۲۱.
35. ↑  "Quantum Artificial Intelligence Lab". Wikipedia (به انگلیسی). 2025-02-09.
36. ↑  Chauhan, Dipti, Pragya Ranka, Pritika Bahad, and Rupali Pathak. "Applications of Quantum Artificial Intelligence: A Systematic Review." Integration of AI, Quantum Computing, and Semiconductor Technology (2025): 159-182.
37. ↑  Talati, Dhruvitkumar V. (2025-03-03). "Quantum AI and the Future of Super intelligent Computing". Journal of Artificial Intelligence General science (JAIGS) ISSN:3006-4023. 8 (1): 44–51. doi:10.60087/jaigs.v8i1.329. ISSN 3006-4023. {{cite journal}}: Check |doi= value (help)
38. ↑  Rajarshi Tarafdar (2025-02-28). "Quantum AI: The future of machine learning and optimization". World Journal of Advanced Research and Reviews. 25 (2): 2744–2751. doi:10.30574/wjarr.2025.25.2.0639. ISSN 2581-9615.
39. ↑  "Unconventional computing". Wikipedia (به انگلیسی). 2025-04-29.
40. ↑  Schoenegger, Philipp; Tuminauskaite, Indre; Park, Peter S.; Bastos, Rafael Valdece Sousa; Tetlock, Philip E. (2024-11-08). "Wisdom of the silicon crowd: LLM ensemble prediction capabilities rival human crowd accuracy". Science Advances. 10 (45). doi:10.1126/sciadv.adp1528. ISSN 2375-2548.
41. ↑  Hansen, Anne Lundgaard, John J. Horton, Sophia Kazinnik, Daniela Puzzello, and Ali Zarifhonarvar. "Simulating the Survey of Professional Forecasters." Available at SSRN (2024).
42. ↑  Fazli, MohammadAmin; Alian, Parsa; Owfi, Ali; Loghmani, Erfan (2024-06). "RPS: Portfolio asset selection using graph based representation learning". Intelligent Systems with Applications. 22: 200348. doi:10.1016/j.iswa.2024.200348. ISSN 2667-3053. {{cite journal}}: Check date values in: |date= (help)
43. ↑  Jarow, Oshan (2024-06-15). "Will AI ever become conscious? It depends on how you think about biology". Vox (به انگلیسی). Archived from the original on 21 September 2024. Retrieved 2024-10-04.
44. ↑  McCarthy, John. "The Philosophy of AI and the AI of Philosophy". jmc.stanford.edu. Archived from the original on 2018-10-23. Retrieved 2024-10-03.
45. ↑  Affective computing: (Thro 1993), (Edelson 1991), (Tao و Tan 2005), (Scassellati 2002)
46. ↑  AI in myth: (McCorduck 2004، صص. 4–5)
47. ↑  Turing's original publication of the Turing test in "Computing machinery and intelligence": (Turing 1950) Historical influence and philosophical implications: (Haugeland 1985، صص. 6–9), (Crevier 1993، ص. 24), (McCorduck 2004، صص. 70–71), (Russell و Norvig 2021، صص. 2, 984)
48. 1 2  John R. Searle. «Minds, Brains, and Programs». The Behavioral and Brain Sciences, vol. 3. Copyright 1980 Cambridge University Press. بایگانی‌شده از اصلی در ۱۰ دسامبر ۲۰۰۷. دریافت‌شده در ۲۸ ژانویه ۲۰۱۹.
49. ↑  «هوش مصنوعی چیست».
50. ↑  Searle's Chinese room argument: (Searle 1980). Searle's original presentation of the thought experiment. , (Searle 1999). Discussion: (Russell و Norvig 2021، صص. 985), (McCorduck 2004، صص. 443–445), (Crevier 1993، صص. 269–271)
51. ↑  Crevier, Daniel (1993). AI: the tumultuous history of the search for artificial intelligence (به انگلیسی). New York, NY: Basic Books. pp. 209–210. OCLC 26858345. {{cite book}}: Check date values in: |سال= / |تاریخ= mismatch (help)
52. ↑  McCorduck, Pamela (2004). Machines who think: a personal inquiry into the history and prospects of artificial intelligence (به انگلیسی) (25th anniversary update ed.). Natick, Mass: A.K. Peters. OCLC 52197627. {{cite book}}: Check date values in: |سال= / |تاریخ= mismatch (help)
53. ↑  "AI Writing and Content Creation Tools". MIT Sloan Teaching & Learning Technologies. Archived from the original on 25 December 2023. Retrieved 25 December 2023.
54. ↑  «Is AI Dangerous? 5 Immediate Risks Of Artificial Intelligence». MUO (به انگلیسی). ۲۰۲۱-۰۶-۱۵. دریافت‌شده در ۲۰۲۱-۰۸-۰۶.
55. ↑  «آیا هوش مصنوعی انسان را تهدید می‌کند؟ 5 تهدید نزدیک تر از همیشه! | روکیدا». دریافت‌شده در ۲۰۲۱-۰۸-۰۶.
56. ↑  Brown, Eileen. "Half of Americans do not believe deepfake news could target them online". ZDNet (به انگلیسی). Retrieved 2021-08-06.
57. Funding initiatives in the early 80s: Fifth Generation Project (Japan), Alvey (UK), Microelectronics and Computer Technology Corporation (US), Strategic Computing Initiative (US):
  - (McCorduck 2004، صص. 426–441)
  - (Crevier 1993، صص. 161–162,197–203, 211, 240)
  - (Russell و Norvig 2003، ص. 24)
  - (NRC 1999، صص. 210–211)
  - (Newquist 1994، صص. 235–248)
58. First AI Winter, Lighthill report, Mansfield Amendment
  - (Crevier 1993، صص. 115–117)
  - (Russell و Norvig 2003، ص. 22)
  - (NRC 1999، صص. 212–213)
  - (Howe 1994)
  - (Newquist 1994، صص. 189–201)
59. Second AI Winter:
  - (McCorduck 2004، صص. 430–435)
  - (Crevier 1993، صص. 209–210)
  - (NRC 1999، صص. 214–216)
  - (Newquist 1994، صص. 301–318)
60. AI widely used in late 1990s:
  - (Russell و Norvig 2003، ص. 28)
  - (Kurzweil 2005، ص. 265)
  - (NRC 1999، صص. 216–222)
  - (Newquist 1994، صص. 189–201)
61. (Pennachin و Goertzel 2007); (Roberts 2016)

### کتب درسی AI
این کتب، پراستفاده‌ترین کتب درسی AI در ۲۰۰۷ میلادی بوده‌اند.
- Russell, Stuart J.; Norvig, Peter (2009). Artificial Intelligence: A Modern Approach (3rd ed.). Upper Saddle River, New Jersey: Prentice Hall. ISBN 978-0-13-604259-4..
- Poole, David; Mackworth, Alan (2017). Artificial Intelligence: Foundations of Computational Agents (2nd ed.). Cambridge University Press. ISBN 978-1-107-19539-4.

دوتا از پراستفاده‌ترین کتب درسی در ۲۰۲۱ میلادی.
- Russell, Stuart J.; Norvig, Peter (2021). Artificial Intelligence: A Modern Approach (4th ed.). Hoboken: Pearson. ISBN 978-0-13-461099-3. LCCN 20190474.
- Knight, Kevin; Rich, Elaine (January 1, 2010). Artificial Intelligence (به انگلیسی) (3rd ed.). Mc Graw Hill India. ISBN 978-0-07-008770-5.

- Crevier, Daniel (1993). AI: The Tumultuous Search for Artificial Intelligence. New York, NY: BasicBooks. ISBN 0-465-02997-3..
- McCorduck, Pamela (2004), Machines Who Think (2nd ed.), Natick, MA: A. K. Peters, Ltd., ISBN 1-56881-205-1.
- Newquist, HP (1994). The Brain Makers: Genius, Ego, And Greed In The Quest For Machines That Think. New York: Macmillan/SAMS. ISBN 978-0-672-30412-5.
- Nilsson, Nils (2009). The Quest for Artificial Intelligence: A History of Ideas and Achievements. New York: Cambridge University Press. ISBN 978-0-521-12293-1.

### دیگر منابع
- Werbos, P. J. (1988), "Generalization of backpropagation with application to a recurrent gas market model", Neural Networks, 1 (4): 339–356, doi:10.1016/0893-6080(88)90007-X
- Gers, Felix A.; Schraudolph, Nicol N.; Schraudolph, Jürgen (2002). "Learning Precise Timing with LSTM Recurrent Networks" (PDF). Journal of Machine Learning Research. 3: 115–143. Retrieved 2017-06-13.
- Deng, L.; Yu, D. (2014). "Deep Learning: Methods and Applications" (PDF). Foundations and Trends in Signal Processing. 7 (3–4): 1–199. doi:10.1561/2000000039. Archived (PDF) from the original on 2016-03-14. Retrieved 2014-10-18.
- Schulz, Hannes; Behnke, Sven (1 November 2012). "Deep Learning". KI - Künstliche Intelligenz (به انگلیسی). 26 (4): 357–363. doi:10.1007/s13218-012-0198-z. ISSN 1610-1987. S2CID 220523562.[پیوند مرده]
- Fukushima, K. (2007). "Neocognitron". Scholarpedia. 2 (1): 1717. Bibcode:2007SchpJ...2.1717F. doi:10.4249/scholarpedia.1717. was introduced by Kunihiko Fukushima in 1980.
- Habibi, Aghdam, Hamed (2017-05-30). Guide to convolutional neural networks: a practical application to traffic-sign detection and classification. Heravi, Elnaz Jahani. Cham, Switzerland. ISBN 978-3-319-57549-0. OCLC 987790957.
- Ciresan, D.; Meier, U.; Schmidhuber, J. (2012). "Multi-column deep neural networks for image classification". 2012 IEEE Conference on Computer Vision and Pattern Recognition. pp. 3642–3649. arXiv:1202.2745. doi:10.1109/cvpr.2012.6248110. ISBN 978-1-4673-1228-8. S2CID 2161592.
- "From not working to neural networking". The Economist. 2016. Archived from the original on 31 December 2016. Retrieved 26 April 2018.
- Thompson, Derek (January 23, 2014). "What Jobs Will the Robots Take?". The Atlantic. Archived from the original on 24 April 2018. Retrieved 24 April 2018.
- Scassellati, Brian (2002). "Theory of mind for a humanoid robot". Autonomous Robots. 12 (1): 13–24. doi:10.1023/A:1013298507114. S2CID 1979315.
- Sample, Ian (14 March 2017). "Google's DeepMind makes AI program that can learn like a human". The Guardian. Archived from the original on 26 April 2018. Retrieved 26 April 2018.
- Heath, Nick (11 December 2020). "What is AI? Everything you need to know about Artificial Intelligence". ZDNet (به انگلیسی). Retrieved 1 March 2021.
- Bowling, Michael; Burch, Neil; Johanson, Michael; Tammelin, Oskari (2015-01-09). "Heads-up limit hold'em poker is solved". Science (به انگلیسی). 347 (6218): 145–149. Bibcode:2015Sci...347..145B. doi:10.1126/science.1259433. ISSN 0036-8075. PMID 25574016. S2CID 3796371.
- Solly, Meilan (July 15, 2019). "This Poker-Playing A.I. Knows When to Hold 'Em and When to Fold 'Em". Smithsonian.
- "Artificial intelligence: Google's AlphaGo beats Go master Lee Se-dol". BBC News. 12 March 2016. Archived from the original on 26 August 2016. Retrieved 1 October 2016.
- Rowinski, Dan (15 January 2013). "Virtual Personal Assistants & The Future Of Your Smartphone [Infographic]". ReadWrite. Archived from the original on 22 December 2015.
- Markoff, John (16 February 2011). "Computer Wins on 'Jeopardy!': Trivial, It's Not". The New York Times. Archived from the original on 22 October 2014. Retrieved 25 October 2014.
- Anadiotis, George (1 October 2020). "The state of AI in 2020: Democratization, industrialization, and the way to artificial general intelligence". ZDNet (به انگلیسی). Retrieved 1 March 2021.
- Goertzel, Ben; Lian, Ruiting; Arel, Itamar; de Garis, Hugo; Chen, Shuo (December 2010). "A world survey of artificial brain projects, Part II: Biologically inspired cognitive architectures". Neurocomputing. 74 (1–3): 30–49. doi:10.1016/j.neucom.2010.08.012.
- Robinson, A. J.; Fallside, F. (1987), "The utility driven dynamic error propagation network.", Technical Report CUED/F-INFENG/TR.1, Cambridge University Engineering Department
- Hochreiter, Sepp (1991). Untersuchungen zu dynamischen neuronalen Netzen (PDF) (diploma thesis). Munich: Institut f. Informatik, Technische Univ. Archived from the original (PDF) on 6 March 2015. Retrieved 16 April 2016.
- Williams, R. J.; Zipser, D. (1994), "Gradient-based learning algorithms for recurrent networks and their computational complexity", Back-propagation: Theory, Architectures and Applications, Hillsdale, NJ: Erlbaum
- Hochreiter, Sepp; Schmidhuber, Jürgen (1997), "Long Short-Term Memory", Neural Computation, 9 (8): 1735–1780, doi:10.1162/neco.1997.9.8.1735, PMID 9377276, S2CID 1915014
- Goodfellow, Ian; Bengio, Yoshua; Courville, Aaron (2016), Deep Learning, MIT Press., archived from the original on 16 April 2016, retrieved 12 November 2017
- Hinton, G.; Deng, L.; Yu, D.; Dahl, G.; Mohamed, A.; Jaitly, N.; Senior, A.; Vanhoucke, V.; Nguyen, P.; Sainath, T.; Kingsbury, B. (2012). "Deep Neural Networks for Acoustic Modeling in Speech Recognition – The shared views of four research groups". IEEE Signal Processing Magazine. 29 (6): 82–97. Bibcode:2012ISPM...29...82H. doi:10.1109/msp.2012.2205597. S2CID 206485943.
- Schmidhuber, J. (2015). "Deep Learning in Neural Networks: An Overview". Neural Networks. 61: 85–117. arXiv:1404.7828. doi:10.1016/j.neunet.2014.09.003. PMID 25462637. S2CID 11715509.
- Linnainmaa, Seppo (1970). The representation of the cumulative rounding error of an algorithm as a Taylor expansion of the local rounding errors (Thesis) (به فنلاندی). Univ. Helsinki, 6–7.|
- Griewank, Andreas (2012). "Who Invented the Reverse Mode of Differentiation? Optimization Stories". Documenta Matematica, Extra Volume ISMP: 389–400.
- Werbos, Paul (1974). Beyond Regression: New Tools for Prediction and Analysis in the Behavioral Sciences (Ph.D. thesis). Harvard University.
- Werbos, Paul (1982). "Beyond Regression: New Tools for Prediction and Analysis in the Behavioral Sciences" (PDF). System Modeling and Optimization. Applications of advances in nonlinear sensitivity analysis. Berlin, Heidelberg: Springer. Archived from the original (PDF) on 14 April 2016. Retrieved 16 April 2016.
- "What is 'fuzzy logic'? Are there computers that are inherently fuzzy and do not apply the usual binary logic?". Scientific American (به انگلیسی). October 21, 1999. Retrieved 5 May 2018.
- Merkle, Daniel; Middendorf, Martin (2013). "Swarm Intelligence".  In Burke, Edmund K.; Kendall, Graham (eds.). Search Methodologies: Introductory Tutorials in Optimization and Decision Support Techniques (به انگلیسی). Springer Science & Business Media. ISBN 978-1-4614-6940-7.
- van der Walt, Christiaan; Bernard, Etienne (2006). "Data characteristics that determine classifier performance" (PDF). Archived from the original (PDF) on 25 March 2009. Retrieved 5 August 2009.
- Hutter, Marcus (2005). Universal Artificial Intelligence. Berlin: Springer. ISBN 978-3-540-22139-5.
- Howe, J. (November 1994). "Artificial Intelligence at Edinburgh University: a Perspective". Archived from the original on 15 May 2007. Retrieved 30 August 2007.
- Galvan, Jill (1 January 1997). "Entering the Posthuman Collective in Philip K. Dick's "Do Androids Dream of Electric Sheep?"". Science Fiction Studies. 24 (3): 413–429. JSTOR 4240644.
- McCauley, Lee (2007). "AI armageddon and the three laws of robotics". Ethics and Information Technology. 9 (2): 153–164. CiteSeerX 10.1.1.85.8904. doi:10.1007/s10676-007-9138-2. S2CID 37272949.
- Buttazzo, G. (July 2001). "Artificial consciousness: Utopia or real possibility?". Computer. 34 (7): 24–30. doi:10.1109/2.933500.
- Anderson, Susan Leigh (2008). "Asimov's "three laws of robotics" and machine metaethics". AI & Society. 22 (4): 477–493. doi:10.1007/s00146-007-0094-5. S2CID 1809459.
- Yudkowsky, E (2008), "Artificial Intelligence as a Positive and Negative Factor in Global Risk" (PDF), Global Catastrophic Risks, Oxford University Press, 2008, Bibcode:2008gcr..book..303Y
- McGaughey, E (2018), Will Robots Automate Your Job Away? Full Employment, Basic Income, and Economic Democracy, p. SSRN part 2(3), SSRN 3044448, archived from the original on 24 May 2018, retrieved 12 January 2018
- IGM Chicago (June 30, 2017). "Robots and Artificial Intelligence". www.igmchicago.org. Archived from the original on 1 May 2019. Retrieved 2019-07-03.
- Lohr, Steve (2017). "Robots Will Take Jobs, but Not as Fast as Some Fear, New Report Says". The New York Times. Archived from the original on 14 January 2018. Retrieved 13 January 2018.
- Frey, Carl Benedikt; Osborne, Michael A (1 January 2017). "The future of employment: How susceptible are jobs to computerisation?". Technological Forecasting and Social Change. 114: 254–280. CiteSeerX 10.1.1.395.416. doi:10.1016/j.techfore.2016.08.019. ISSN 0040-1625.
- Arntz, Melanie; Gregory, Terry; Zierahn, Ulrich (2016), "The risk of automation for jobs in OECD countries: A comparative analysis", OECD Social, Employment, and Migration Working Papers 189
- Morgenstern, Michael (9 May 2015). "Automation and anxiety". The Economist. Archived from the original on 12 January 2018. Retrieved 13 January 2018.
- Mahdawi, Arwa (26 June 2017). "What jobs will still be around in 20 years? Read this to prepare your future". The Guardian. Archived from the original on 14 January 2018. Retrieved 13 January 2018.
- Rubin, Charles (Spring 2003). "Artificial Intelligence and Human Nature". The New Atlantis. 1: 88–100. Archived from the original on 11 June 2012.
- Bostrom, Nick (2014). Superintelligence: Paths, Dangers, Strategies. Oxford University Press.
- Brooks, Rodney (10 November 2014). "artificial intelligence is a tool, not a threat". Archived from the original on 12 November 2014.
- Sainato, Michael (2015-08-19). "Stephen Hawking, Elon Musk, and Bill Gates Warn About Artificial Intelligence". Observer. Archived from the original on 30 October 2015. Retrieved 30 October 2015.
- Harari, Yuval Noah (October 2018). "Why Technology Favors Tyranny". The Atlantic.
- Robitzski, Dan (September 5, 2018). "Five experts share what scares them the most about AI". Archived from the original on 8 December 2019. Retrieved 8 December 2019.
- Goffrey, Andrew (2008). "Algorithm".  In Fuller, Matthew (ed.). Software studies: a lexicon. Cambridge, Mass.: MIT Press. pp. 15–20. ISBN 978-1-4356-4787-9.
- Lipartito, Kenneth (6 January 2011). "The Narrative and the Algorithm: Genres of Credit Reporting from the Nineteenth Century to Today" (PDF) (Submitted manuscript). doi:10.2139/ssrn.1736283. S2CID 166742927. {{cite journal}}: Cite journal requires |journal= (help)
- Goodman, Bryce; Flaxman, Seth (2017). "EU regulations on algorithmic decision-making and a "right to explanation"". AI Magazine. 38 (3): 50. arXiv:1606.08813. doi:10.1609/aimag.v38i3.2741. S2CID 7373959.
- CNA (2019-01-12). "Commentary: Bad news. Artificial intelligence is biased". CNA (به انگلیسی). Archived from the original on 12 January 2019. Retrieved 2020-06-19.
- Larson, Jeff; Angwin, Julia (2016-05-23). "How We Analyzed the COMPAS Recidivism Algorithm". ProPublica (به انگلیسی). Archived from the original on 29 April 2019. Retrieved 2020-06-19.
- Müller, Vincent C.; Bostrom, Nick (2014). "Future Progress in Artificial Intelligence: A Poll Among Experts" (PDF). AI Matters. 1 (1): 9–11. doi:10.1145/2639475.2639478. S2CID 8510016. Archived (PDF) from the original on 15 January 2016.
- Cellan-Jones, Rory (2014-12-02). "Stephen Hawking warns artificial intelligence could end mankind". BBC News. Archived from the original on 30 October 2015. Retrieved 30 October 2015.
- Rawlinson, Kevin (2015-01-29). "Microsoft's Bill Gates insists AI is a threat". BBC News. Archived from the original on 29 January 2015. Retrieved 30 January 2015.
- Holley, Peter (28 January 2015). "Bill Gates on dangers of artificial intelligence: 'I don't understand why some people are not concerned'". The Washington Post. ISSN 0190-8286. Archived from the original on 30 October 2015. Retrieved 30 October 2015.
- Gibbs, Samuel (2014-10-27). "Elon Musk: artificial intelligence is our biggest existential threat". The Guardian. Archived from the original on 30 October 2015. Retrieved 30 October 2015.
- Churm, Philip Andrew (2019-05-14). "Yuval Noah Harari talks politics, technology and migration". euronews (به انگلیسی). Archived from the original on 14 May 2019. Retrieved 2020-11-15.
- Bostrom, Nick (2015). "What happens when our computers get smarter than we are?". TED (conference). Archived from the original on 25 July 2020. Retrieved 30 January 2020.
- Post, Washington (2015). "Tech titans like Elon Musk are spending $1 billion to save you from terminators". Chicago Tribune. Archived from the original on 7 June 2016.
- Del Prado, Guia Marie (Oct 9, 2015). "The mysterious artificial intelligence company Elon Musk invested in is developing game-changing smart computers". Tech Insider. Archived from the original on 30 October 2015. Retrieved 30 October 2015.
- FastCompany (2015-01-15). "Elon Musk Is Donating $10M Of His Own Money To Artificial Intelligence Research". Fast Company. Archived from the original on 30 October 2015. Retrieved 30 October 2015.
- Thibodeau, Patrick (25 Mar 2019). "Oracle CEO Mark Hurd sees no reason to fear ERP AI". SearchERP (به انگلیسی). Archived from the original on 6 May 2019. Retrieved 2019-05-06.
- Bhardwaj, Prachi (24 May 2018). "Mark Zuckerberg responds to Elon Musk's paranoia about AI: 'AI is going to... help keep our communities safe.'". Business Insider. Archived from the original on 6 May 2019. Retrieved 2019-05-06.
- Geist, Edward Moore (August 9, 2015). "Is artificial intelligence really an existential threat to humanity?". Bulletin of the Atomic Scientists. Archived from the original on 30 October 2015. Retrieved 30 October 2015.
- Madrigal, Alexis C. (February 27, 2015). "The case against killer robots, from a guy actually working on artificial intelligence". Fusion.net. Archived from the original on 4 February 2016. Retrieved 31 January 2016.
- Lee, Timothy B. (2014-08-22). "Will artificial intelligence destroy humanity? Here are 5 reasons not to worry". Vox. Archived from the original on 30 October 2015. Retrieved 30 October 2015.
- Law Library of Congress (U.S.). Global Legal Research Directorate, issuing body. (2019). Regulation of artificial intelligence in selected jurisdictions. LCCN 2019668143. OCLC 1110727808.
- UNESCO Science Report: the Race Against Time for Smarter Development. Paris: UNESCO. 11 June 2021. ISBN 978-92-3-100450-6.
- Berryhill, Jamie; Heang, Kévin Kok; Clogher, Rob; McBride, Keegan (2019). Hello, World: Artificial Intelligence and its Use in the Public Sector (PDF). Paris: OECD Observatory of Public Sector Innovation. Archived (PDF) from the original on 20 December 2019. Retrieved 9 August 2020.
- Barfield, Woodrow; Pagallo, Ugo (2018). Research handbook on the law of artificial intelligence. Cheltenham, UK. ISBN 978-1-78643-904-8. OCLC 1039480085.
- Iphofen, Ron; Kritikos, Mihalis (2019-01-03). "Regulating artificial intelligence and robotics: ethics by design in a digital society". Contemporary Social Science. 16 (2): 170–184. doi:10.1080/21582041.2018.1563803. ISSN 2158-2041. S2CID 59298502.
- Wirtz, Bernd W.; Weyerer, Jan C.; Geyer, Carolin (2018-07-24). "Artificial Intelligence and the Public Sector – Applications and Challenges". International Journal of Public Administration. 42 (7): 596–615. doi:10.1080/01900692.2018.1498103. ISSN 0190-0692. S2CID 158829602. Archived from the original on 18 August 2020. Retrieved 22 August 2020.
- Buiten, Miriam C (2019). "Towards Intelligent Regulation of Artificial Intelligence". European Journal of Risk Regulation. 10 (1): 41–59. doi:10.1017/err.2019.8. ISSN 1867-299X.
- Wallach, Wendell (2010). Moral Machines. Oxford University Press.
- Brown, Eileen (November 5, 2019). "Half of Americans do not believe deepfake news could target them online". ZDNet (به انگلیسی). Archived from the original on 6 November 2019. Retrieved 2019-12-03.
- Frangoul, Anmar (2019-06-14). "A Californian business is using A.I. to change the way we think about energy storage". CNBC (به انگلیسی). Archived from the original on 25 July 2020. Retrieved 2019-11-05.
- "The Economist Explains: Why firms are piling into artificial intelligence". The Economist. 31 March 2016. Archived from the original on 8 May 2016. Retrieved 19 May 2016.
- Lohr, Steve (28 February 2016). "The Promise of Artificial Intelligence Unfolds in Small Steps". The New York Times. Archived from the original on 29 February 2016. Retrieved 29 February 2016.
- Smith, Mark (22 July 2016). "So you think you chose to read this article?". BBC News. Archived from the original on 25 July 2016.
- Aletras, N.; Tsarapatsanis, D.; Preotiuc-Pietro, D.; Lampos, V. (2016). "Predicting judicial decisions of the European Court of Human Rights: a Natural Language Processing perspective". PeerJ Computer Science. 2: e93. doi:10.7717/peerj-cs.93.
- Cadena, Cesar; Carlone, Luca; Carrillo, Henry; Latif, Yasir; Scaramuzza, Davide; Neira, Jose; Reid, Ian; Leonard, John J. (December 2016). "Past, Present, and Future of Simultaneous Localization and Mapping: Toward the Robust-Perception Age". IEEE Transactions on Robotics. 32 (6): 1309–1332. arXiv:1606.05830. Bibcode:2016arXiv160605830C. doi:10.1109/TRO.2016.2624754. S2CID 2596787.
- Cambria, Erik; White, Bebo (May 2014). "Jumping NLP Curves: A Review of Natural Language Processing Research [Review Article]". IEEE Computational Intelligence Magazine. 9 (2): 48–57. doi:10.1109/MCI.2014.2307227. S2CID 206451986.
- Vincent, James (7 November 2019). "OpenAI has published the text-generating AI it said was too dangerous to share". The Verge (به انگلیسی). Archived from the original on 11 June 2020. Retrieved 11 June 2020.
- Jordan, M. I.; Mitchell, T. M. (16 July 2015). "Machine learning: Trends, perspectives, and prospects". Science. 349 (6245): 255–260. Bibcode:2015Sci...349..255J. doi:10.1126/science.aaa8415. PMID 26185243. S2CID 677218.
- Maschafilm (2010). "Content: Plug & Pray Film – Artificial Intelligence – Robots -". plugandpray-film.de. Archived from the original on 12 February 2016.
- Evans, Woody (2015). "Posthuman Rights: Dimensions of Transhuman Worlds". Teknokultura. 12 (2). doi:10.5209/rev_TK.2015.v12.n2.49072.
- Waddell, Kaveh (2018). "Chatbots Have Entered the Uncanny Valley". The Atlantic. Archived from the original on 24 April 2018. Retrieved 24 April 2018.
- Poria, Soujanya; Cambria, Erik; Bajpai, Rajiv; Hussain, Amir (September 2017). "A review of affective computing: From unimodal analysis to multimodal fusion". Information Fusion. 37: 98–125. doi:10.1016/j.inffus.2017.02.003. hdl:1893/25490.
- "Robots could demand legal rights". BBC News. 21 December 2006. Archived from the original on 15 October 2019. Retrieved 3 February 2011.
- Horst, Steven (2005). "The Computational Theory of Mind". The Stanford Encyclopedia of Philosophy.
- Omohundro, Steve (2008). The Nature of Self-Improving Artificial Intelligence. presented and distributed at the 2007 Singularity Summit, San Francisco, CA.
- Ford, Martin; Colvin, Geoff (6 September 2015). "Will robots create more jobs than they destroy?". The Guardian. Archived from the original on 16 June 2018. Retrieved 13 January 2018.
- White Paper: On Artificial Intelligence – A European approach to excellence and trust (PDF). Brussels: European Commission. 2020. Archived (PDF) from the original on 20 February 2020. Retrieved 20 February 2020.
- Anderson, Michael; Anderson, Susan Leigh (2011). Machine Ethics. Cambridge University Press.
- "Machine Ethics". aaai.org. Archived from the original on 29 November 2014.
- Russell, Stuart (October 8, 2019). Human Compatible: Artificial Intelligence and the Problem of Control. United States: Viking. ISBN 978-0-525-55861-3. OCLC 1083694322.
- "AI set to exceed human brain power". CNN. 9 August 2006. Archived from the original on 19 February 2008.
- "Robots could demand legal rights". BBC News. 21 December 2006. Archived from the original on 15 October 2019. Retrieved 3 February 2011.
- "Kismet". MIT Artificial Intelligence Laboratory, Humanoid Robotics Group. Archived from the original on 17 October 2014. Retrieved 25 October 2014.
- Smoliar, Stephen W.; Zhang, HongJiang (1994). "Content based video indexing and retrieval". IEEE Multimedia. 1 (2): 62–72. doi:10.1109/93.311653. S2CID 32710913.
- Neumann, Bernd; Möller, Ralf (January 2008). "On scene interpretation with description logics". Image and Vision Computing. 26 (1): 82–101. doi:10.1016/j.imavis.2007.08.013.
- Kuperman, G. J.; Reichley, R. M.; Bailey, T. C. (1 July 2006). "Using Commercial Knowledge Bases for Clinical Decision Support: Opportunities, Hurdles, and Recommendations". Journal of the American Medical Informatics Association. 13 (4): 369–371. doi:10.1197/jamia.M2055. PMC 1513681. PMID 16622160.
- McGarry, Ken (1 December 2005). "A survey of interestingness measures for knowledge discovery". The Knowledge Engineering Review. 20 (1): 39–61. doi:10.1017/S0269888905000408. S2CID 14987656.
- Bertini, M; Del Bimbo, A; Torniai, C (2006). "Automatic annotation and semantic retrieval of video sequences using multimedia ontologies". MM '06 Proceedings of the 14th ACM international conference on Multimedia. 14th ACM international conference on Multimedia. Santa Barbara: ACM. pp. 679–682.
- Kahneman, Daniel (October 25, 2011). Thinking, Fast and Slow. Macmillan. ISBN 978-1-4299-6935-2. Retrieved April 8, 2012.
- Turing, Alan (1948), "Machine Intelligence",  in Copeland, B. Jack (ed.), The Essential Turing: The ideas that gave birth to the computer age, Oxford: Oxford University Press, p. 412, ISBN 978-0-19-825080-7
- Domingos, Pedro (September 22, 2015). The Master Algorithm: How the Quest for the Ultimate Learning Machine Will Remake Our World. Basic Books. ISBN 978-0-465-06570-7.
- Minsky, Marvin (1986), The Society of Mind, Simon and Schuster
- Pinker, Steven (September 4, 2007) [1994], The Language Instinct, Perennial Modern Classics, Harper, ISBN 978-0-06-133646-1
- Chalmers, David (1995). "Facing up to the problem of consciousness". Journal of Consciousness Studies. 2 (3): 200–219. Archived from the original on 8 March 2005. Retrieved 11 October 2018.
- Roberts, Jacob (2016). "Thinking Machines: The Search for Artificial Intelligence". Distillations. Vol. 2, no. 2. pp. 14–23. Archived from the original on 19 August 2018. Retrieved 20 March 2018.
- Pennachin, C.; Goertzel, B. (2007). "Contemporary Approaches to Artificial General Intelligence". Artificial General Intelligence. Cognitive Technologies. Berlin, Heidelberg: Springer. doi:10.1007/978-3-540-68677-4_1. ISBN 978-3-540-23733-4.
- "Ask the AI experts: What's driving today's progress in AI?". McKinsey & Company. Archived from the original on 13 April 2018. Retrieved 13 April 2018.
- "Reshaping Business With Artificial Intelligence". MIT Sloan Management Review. Archived from the original on 19 May 2018. Retrieved 2 May 2018.
- Lorica, Ben (18 December 2017). "The state of AI adoption". O'Reilly Media. Archived from the original on 2 May 2018. Retrieved 2 May 2018.
- "AlphaGo – Google DeepMind". Archived from the original on 20 October 2021.
- Asada, M.; Hosoda, K.; Kuniyoshi, Y.; Ishiguro, H.; Inui, T.; Yoshikawa, Y.; Ogino, M.; Yoshida, C. (2009). "Cognitive developmental robotics: a survey". IEEE Transactions on Autonomous Mental Development. 1 (1): 12–34. doi:10.1109/tamd.2009.2021702. S2CID 10168773.
- Ashok83 (10 September 2019). "How AI Is Getting Groundbreaking Changes In Talent Management And HR Tech". Hackernoon. Archived from the original on 11 September 2019. Retrieved 14 February 2020.
- Berlinski, David (2000). The Advent of the Algorithm. Harcourt Books. ISBN 978-0-15-601391-8. OCLC 46890682. Archived from the original on 26 July 2020. Retrieved 22 August 2020.
- Brooks, Rodney (1990). "Elephants Don't Play Chess" (PDF). Robotics and Autonomous Systems. 6 (1–2): 3–15. CiteSeerX 10.1.1.588.7539. doi:10.1016/S0921-8890(05)80025-9. Archived (PDF) from the original on 9 August 2007.
- Butler, Samuel (13 June 1863). "Darwin among the Machines". Letters to the Editor. The Press. Christchurch, New Zealand. Archived from the original on 19 September 2008. Retrieved 16 October 2014 – via Victoria University of Wellington.
- Clark, Jack (1 July 2015). "Musk-Backed Group Probes Risks Behind Artificial Intelligence". Bloomberg.com. Archived from the original on 30 October 2015. Retrieved 30 October 2015.
- Clark, Jack (8 December 2015). "Why 2015 Was a Breakthrough Year in Artificial Intelligence". Bloomberg.com. Archived from the original on 23 November 2016. Retrieved 23 November 2016.
- Dennett, Daniel (1991). Consciousness Explained. The Penguin Press. ISBN 978-0-7139-9037-9.
- Dreyfus, Hubert (1972). What Computers Can't Do. New York: MIT Press. ISBN 978-0-06-011082-6.
- Dreyfus, Hubert; Dreyfus, Stuart (1986). Mind over Machine: The Power of Human Intuition and Expertise in the Era of the Computer. Oxford, UK: Blackwell. ISBN 978-0-02-908060-3. Archived from the original on 26 July 2020. Retrieved 22 August 2020.
- Dyson, George (1998). Darwin among the Machines. Allan Lane Science. ISBN 978-0-7382-0030-9. Archived from the original on 26 July 2020. Retrieved 22 August 2020.
- Edelson, Edward (1991). The Nervous System. New York: Chelsea House. ISBN 978-0-7910-0464-7. Archived from the original on 26 July 2020. Retrieved 18 November 2019.
- Fearn, Nicholas (2007). The Latest Answers to the Oldest Questions: A Philosophical Adventure with the World's Greatest Thinkers. New York: Grove Press. ISBN 978-0-8021-1839-4.
- Haugeland, John (1985). Artificial Intelligence: The Very Idea. Cambridge, Mass.: MIT Press. ISBN 978-0-262-08153-5.
- Hawkins, Jeff; Blakeslee, Sandra (2005). On Intelligence. New York: Owl Books. ISBN 978-0-8050-7853-4.
- Henderson, Mark (24 April 2007). "Human rights for robots? We're getting carried away". The Times Online. London. Archived from the original on 31 May 2014. Retrieved 31 May 2014.
- Kahneman, Daniel; Slovic, D.; Tversky, Amos (1982). Judgment under uncertainty: Heuristics and biases. Science. Vol. 185. New York: Cambridge University Press. pp. 1124–1131. doi:10.1126/science.185.4157.1124. ISBN 978-0-521-28414-1. PMID 17835457. S2CID 143452957.
- Katz, Yarden (1 November 2012). "Noam Chomsky on Where Artificial Intelligence Went Wrong". The Atlantic. Archived from the original on 28 February 2019. Retrieved 26 October 2014.
- Kurzweil, Ray (2005). The Singularity is Near. Penguin Books. ISBN 978-0-670-03384-3.
- Langley, Pat (2011). "The changing science of machine learning". Machine Learning. 82 (3): 275–279. doi:10.1007/s10994-011-5242-y.
- Legg, Shane; Hutter, Marcus (15 June 2007). A Collection of Definitions of Intelligence (Technical report). IDSIA. arXiv:0706.3639. Bibcode:2007arXiv0706.3639L. 07-07.
- Lenat, Douglas; Guha, R. V. (1989). Building Large Knowledge-Based Systems. Addison-Wesley. ISBN 978-0-201-51752-1.
- Lighthill, James (1973). "Artificial Intelligence: A General Survey". Artificial Intelligence: a paper symposium. Science Research Council.
- Lombardo, P; Boehm, I; Nairz, K (2020). "RadioComics – Santa Claus and the future of radiology". Eur J Radiol. 122 (1): 108771. doi:10.1016/j.ejrad.2019.108771. PMID 31835078.
- Lungarella, M.; Metta, G.; Pfeifer, R.; Sandini, G. (2003). "Developmental robotics: a survey". Connection Science. 15 (4): 151–190. CiteSeerX 10.1.1.83.7615. doi:10.1080/09540090310001655110. S2CID 1452734.
- Maker, Meg Houston (2006). "AI@50: AI Past, Present, Future". Dartmouth College. Archived from the original on 3 January 2007. Retrieved 16 October 2008.
- McCarthy, John; Minsky, Marvin; Rochester, Nathan; Shannon, Claude (1955). "A Proposal for the Dartmouth Summer Research Project on Artificial Intelligence". Archived from the original on 26 August 2007. Retrieved 30 August 2007.
- Minsky, Marvin (1967). Computation: Finite and Infinite Machines. Englewood Cliffs, N.J.: Prentice-Hall. ISBN 978-0-13-165449-5. Archived from the original on 26 July 2020. Retrieved 18 November 2019.
- Moravec, Hans (1988). Mind Children. Harvard University Press. ISBN 978-0-674-57616-2. Archived from the original on 26 July 2020. Retrieved 18 November 2019.
- NRC (United States National Research Council) (1999). "Developments in Artificial Intelligence". Funding a Revolution: Government Support for Computing Research. National Academy Press.
- Newell, Allen; Simon, H. A. (1976). "Computer Science as Empirical Inquiry: Symbols and Search". Communications of the ACM. 19 (3): 113–126. doi:10.1145/360018.360022..
- Nilsson, Nils (1983). "Artificial Intelligence Prepares for 2001" (PDF). AI Magazine. 1 (1). Archived (PDF) from the original on 17 August 2020. Retrieved 22 August 2020. Presidential Address to the Association for the Advancement of Artificial Intelligence.
- Oudeyer, P-Y. (2010). "On the impact of robotics in behavioral and cognitive sciences: from insect navigation to human cognitive development" (PDF). IEEE Transactions on Autonomous Mental Development. 2 (1): 2–16. doi:10.1109/tamd.2009.2039057. S2CID 6362217. Archived (PDF) from the original on 3 October 2018. Retrieved 4 June 2013.
- Schank, Roger C. (1991). "Where's the AI". AI magazine. Vol. 12, no. 4.
- Searle, John (1980). "Minds, Brains and Programs" (PDF). Behavioral and Brain Sciences. 3 (3): 417–457. doi:10.1017/S0140525X00005756. Archived (PDF) from the original on 17 March 2019. Retrieved 22 August 2020.
- Searle, John (1999). Mind, language and society. New York: Basic Books. ISBN 978-0-465-04521-1. OCLC 231867665. Archived from the original on 26 July 2020. Retrieved 22 August 2020.
- Simon, H. A. (1965). The Shape of Automation for Men and Management. New York: Harper & Row. Archived from the original on 26 July 2020. Retrieved 18 November 2019.
- Solomonoff, Ray (1956). An Inductive Inference Machine (PDF). Dartmouth Summer Research Conference on Artificial Intelligence. Archived (PDF) from the original on 26 April 2011. Retrieved 22 March 2011 – via std.com, pdf scanned copy of the original. Later published as
Solomonoff, Ray (1957). "An Inductive Inference Machine". IRE Convention Record. Vol. Section on Information Theory, part 2. pp. 56–62.
- Spadafora, Anthony (21 October 2016). "Stephen Hawking believes AI could be mankind's last accomplishment". BetaNews. Archived from the original on 28 August 2017.
- Tao, Jianhua; Tan, Tieniu (2005). Affective Computing and Intelligent Interaction. Affective Computing: A Review. Vol. LNCS 3784. Springer. pp. 981–995. doi:10.1007/11573548.
- Tecuci, Gheorghe (March–April 2012). "Artificial Intelligence". Wiley Interdisciplinary Reviews: Computational Statistics. 4 (2): 168–180. doi:10.1002/wics.200.
- Thro, Ellen (1993). Robotics: The Marriage of Computers and Machines. New York: Facts on File. ISBN 978-0-8160-2628-9. Archived from the original on 26 July 2020. Retrieved 22 August 2020.
- Turing, Alan (October 1950), "Computing Machinery and Intelligence", Mind, LIX (236): 433–460, doi:10.1093/mind/LIX.236.433, ISSN 0026-4423, retrieved 2008-08-18{{citation}}:  نگهداری یادکرد:تاریخ و سال (link).
- Vinge, Vernor (1993). "The Coming Technological Singularity: How to Survive in the Post-Human Era". Vision 21: Interdisciplinary Science and Engineering in the Era of Cyberspace: 11. Bibcode:1993vise.nasa...11V. Archived from the original on 1 January 2007. Retrieved 14 November 2011.
- Wason, P. C.; Shapiro, D. (1966). "Reasoning".  In Foss, B. M. (ed.). New horizons in psychology. Harmondsworth: Penguin. Archived from the original on 26 July 2020. Retrieved 18 November 2019.
- Weng, J.; McClelland; Pentland, A.; Sporns, O.; Stockman, I.; Sur, M.; Thelen, E. (2001). "Autonomous mental development by robots and animals" (PDF). Science. 291 (5504): 599–600. doi:10.1126/science.291.5504.599. PMID 11229402. S2CID 54131797. Archived (PDF) from the original on 4 September 2013. Retrieved 4 June 2013 – via msu.edu.

منابع آزاد
 این مقاله دربردارنده متونی از اثر محتوای آزاد است لیسانس تحت C-BY-SA 3.0 IGO. نوشته گرفته شده از UNESCO Science Report: the Race Against Time for Smarter Development.,  Schneegans, S. , T. Straza and J. Lewis (eds), یونسکو.  